# Laurenzano
Il Laurenzano è un grosso rio dell'Appennino bolognese, il principale affluente del torrente Zena.

## Percorso
Nasce dal monte Rosso (591 m) a circa 580 metri di altitudine, presso Livergnano, una frazione del comune di Pianoro. Il suo corso segue una direzione abbastanza regolare verso nord e poi verso est, ricevendo alcuni ruscelli il più importante dei quali è il rio di Monazzano, e poi confluisce da sinistra nello Zena dopo un percorso di 13,5 chilometri.